# Partit Socialdemòcrata
Die Sozialdemokratische Partei (katalanisch Partit Socialdemòcrata) ist eine politische Partei in Andorra, aktueller Vorsitzender ist Vicenç Alay Ferrer.

## Geschichte
Bei den Wahlen vom 4. April 2001 erhielt sie 30 % der Stimmen und damit sechs von 28 Sitzen. Dieses Ergebnis konnte sie bei den Wahlen zum Parlament am 24. April 2005 auf 38,1 % der Stimmen steigern, die Anzahl der Sitze erhöhte sich auf 11 von insgesamt 28. Die Wahlen 2009 gewannen sie mit 45,03 % der Stimmen und stellten 14 Abgeordnete und den Regierungschef. Bei den vorgezogenen Wahlen am 3. April 2011 gewannen die Demòcrates per Andorra die absolute Mehrheit. Die Sozialdemokraten kamen auf 34,85 % und stellen nur noch sechs Abgeordnete.

## Internationale Vernetzung
Die Partei ist gegenwärtig Vollmitglied in der Sozialistischen Internationale und Beobachter der Sozialdemokratischen Partei Europas.

## Wahlergebnisse
| Jahr                  | Stimmen | Anteil | Mandate | Platz |
| --------------------- | ------- | ------ | ------- | ----- |
| Parlamentswahl 2001   | 3.083   | 28,7 % | 6 / 28  | 2.    |
| Parlamentswahl 2005 1 | 4.711   | 36,9 % | 11 / 28 | 2.    |
| Parlamentswahl 2009 2 | 6.610   | 45,0 % | 14 / 28 | 1.    |
| Parlamentswahl 2011   | 5.397   | 34,8 % | 6 / 28  | 2.    |
| Parlamentswahl 2015 3 | 3.462   | 23,5 % | 3 / 28  | 3.    |
| Parlamentswahl 2019 4 | 5.445   | 30,6 % | 7 / 28  | 2.    |